# الطراد الألماني سيدليتز
سيدليتز طراد ألماني ثقيل لكريغسمارينه، الرابعة في فئة الأدميرال هيبير، ولكن لم تكتمل. تم وضع السفينة في ديسمبر 1936 وتم إطلاقها في يناير 1939، ولكن اندلاع الحرب العالمية الثانية أبطأ بنائها وتم إيقاف العمل المناسب في صيف عام 1940 عندما كانت مكتملة بنسبة 95 بالمئة تقريبًا. ظلت السفينة غير المكتملة في الرصيف في حوض بناء السفن حتى مارس 1942، عندما قررت كريغسمارينه تفضيل حاملات الطائرات فوق السفن السطحية الأخرى. كان سيدليتز من بين السفن التي تم اختيارها للتحويل إلى حاملات طائرات مساعدة.
تمت إعادة تسمية Weser، وكان من المفترض أن يكون للسفينة 10 مقاتلات مسرشميت بي اف 109 وعشرة قاذفات قنابل يونكرز يو 87. ومع ذلك، لم يكتمل العمل عليها، وتم سحب السفينة غير المكتملة إلى كونيغسبرغ حيث غرقت في النهاية. استولى الجيش السوفييتي المتقدم على السفينة واعتبر لفترة وجيزة قطع غيار لإكمال شقيقتها وتزو للبحرية السوفيتية. تم التخلي عن هذه الخطة أيضًا، وتم تفكيك السفينة للخردة.

## التصميم

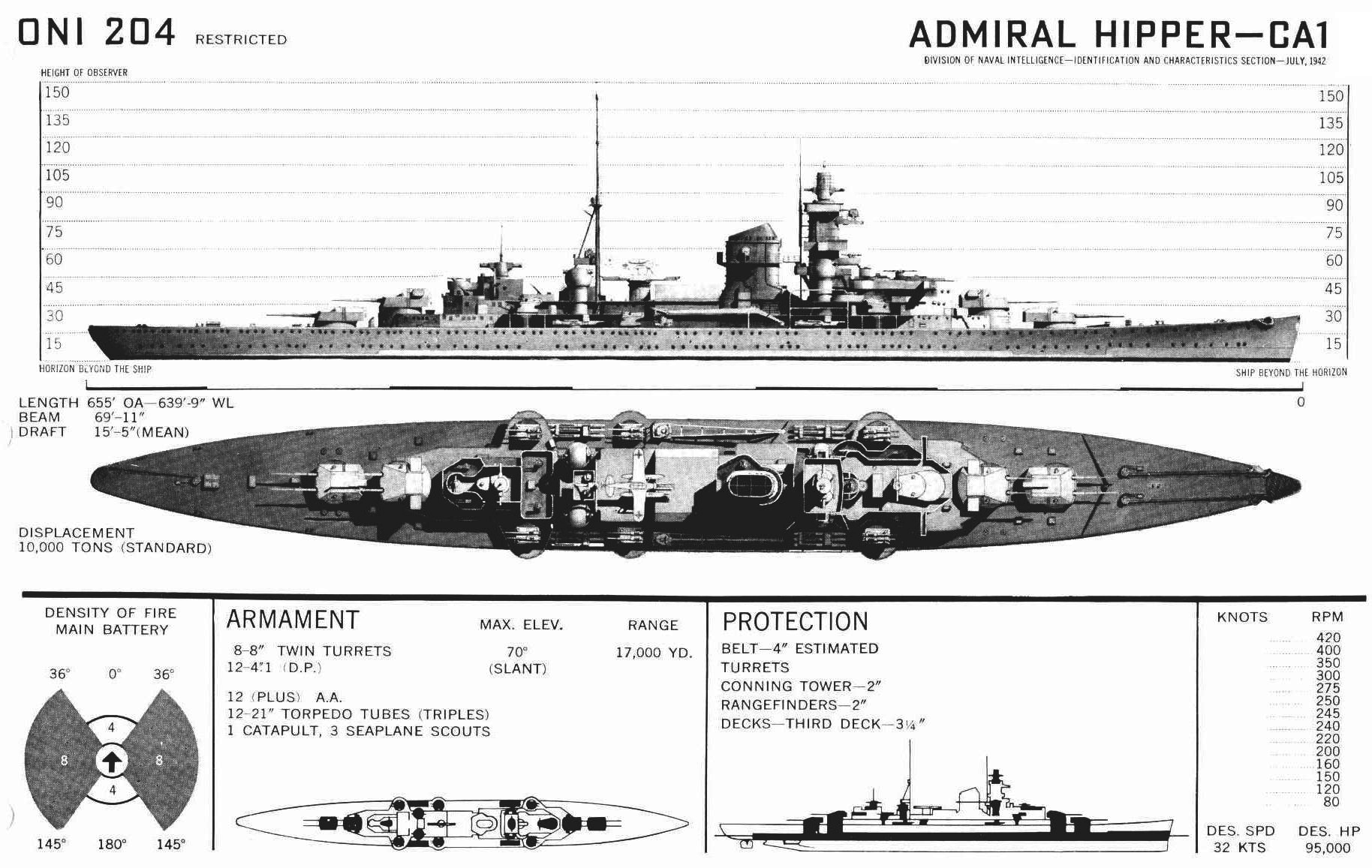
رسم تقديري لطراد من فئة أميرال هيبر

تم طلب فئة الأدميرال هيبير من الطرادات الثقيلة في سياق إعادة تسلح البحرية الألمانية بعد وصول الحزب النازي إلى السلطة في عام 1933 ورفض بنود نزع السلاح من معاهدة فرساي. في عام 1935، وقعت ألمانيا على الاتفاقية البحرية الأنجلو-ألمانية مع بريطانيا العظمى، والتي وفرت الأساس القانوني لإعادة التسلح البحرية الألمانية. حددت المعاهدة أن ألمانيا ستكون قادرة على بناء خمسة " طرادات المعاهدات "بازاحة 10,000 طن كبير (10,000 t).  كانت الأدميرال هيبر اسمياً ضمن حد 10000 طن، على الرغم من أنه تجاوز الرقم بشكل ملحوظ. 

## الحواشي

### اقتباسات
1. ↑  Williamson.
2. ↑  Koop & Schmolke.